# Резолюция Совета Безопасности ООН 1071
Резолюция Совета Безопасности Организации Объединённых Наций 1071 (код — S/RES/1071), принятая 30 августа 1996 года, сославшись на все резолюции по ситуации в Либерии, в частности на резолюцию 1059 (1996), Совет Безопасности ООН продлил мандат Миссии наблюдателей ООН в Либерии (МНОНЛ) до 30 ноября 1996 года и обсудил вопросы, касающиеся МНОНЛ.
Совет приветствовал восстановление столицы Монровии в качестве безопасного места. В конечном счете, либерийский народ и его лидеры несут главную ответственность за мир и примирение.
После продления мандата МООНЛ до 30 ноября 1996 года было также отмечено, что Экономическое сообщество западноафриканских государств (ЭКОВАС) согласилось продлить срок действия Абуджийского соглашения до 15 июня 1997 года, установило график выполнения соглашения, приняло механизм проверки соблюдения соглашения лидерами фракций и обсудило возможные меры против фракций в случае его несоблюдения. Были осуждены все нападения на Группу контроля Экономического сообщества западноафриканских государств (ЭКОМОГ), миротворческие силы ЭКОВАС в Либерии, агентства по оказанию помощи и МООНЛ.
Далее Совет осудил использование детей-солдат и призвал соблюдать права человека. Всем государствам было поручено строго соблюдать эмбарго на поставки оружия, наложенное на страну в Резолюции 788 (1992), и сообщать о нарушениях в комитет, созданный в Резолюции 985 (1995).